# 官渡古镇魁星阁
官渡古镇魁星阁是位于昆明官渡古镇秀英村东头的一座清末建筑，始建于1911年。俗称“下阁楼”。据说此地本为乱葬岗，建阁是为了镇邪。1940年代曾沦为谷仓、碾米房，1976年在龙卷风中几乎坍塌。21世纪初得到了修缮。后被列入第六批昆明市文物保护单位。
魁星阁为三层方形砖木结构，高近16米，边长9.5米。檐下斗拱为清代风格，外托檐口内连藻井，砖墙顶端有砖雕斗拱。楼上四面有槛窗，有可启闭的镶花格扇。阁内原有“魁星点斗”造像，修复时未恢复。

## 图集

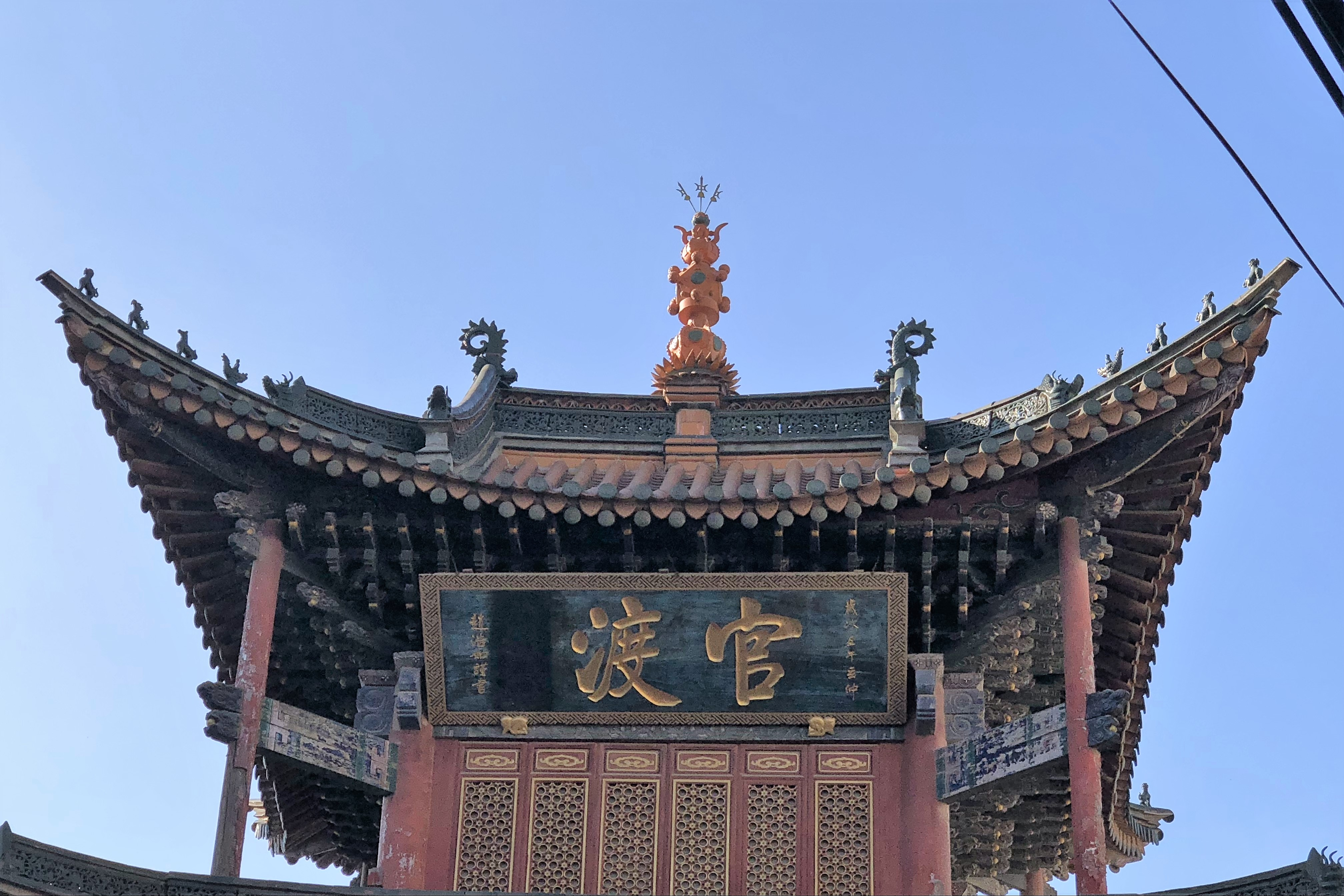
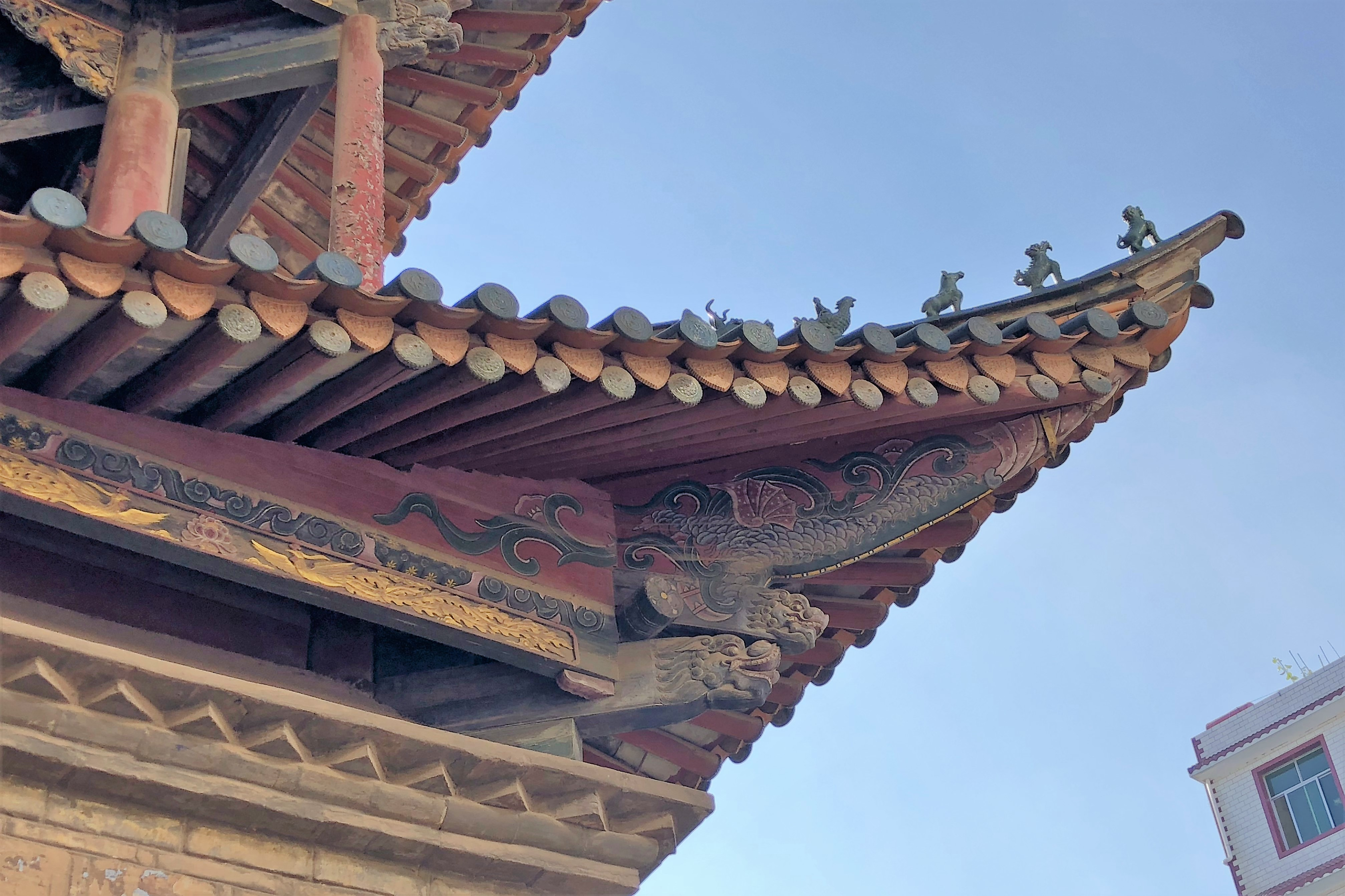
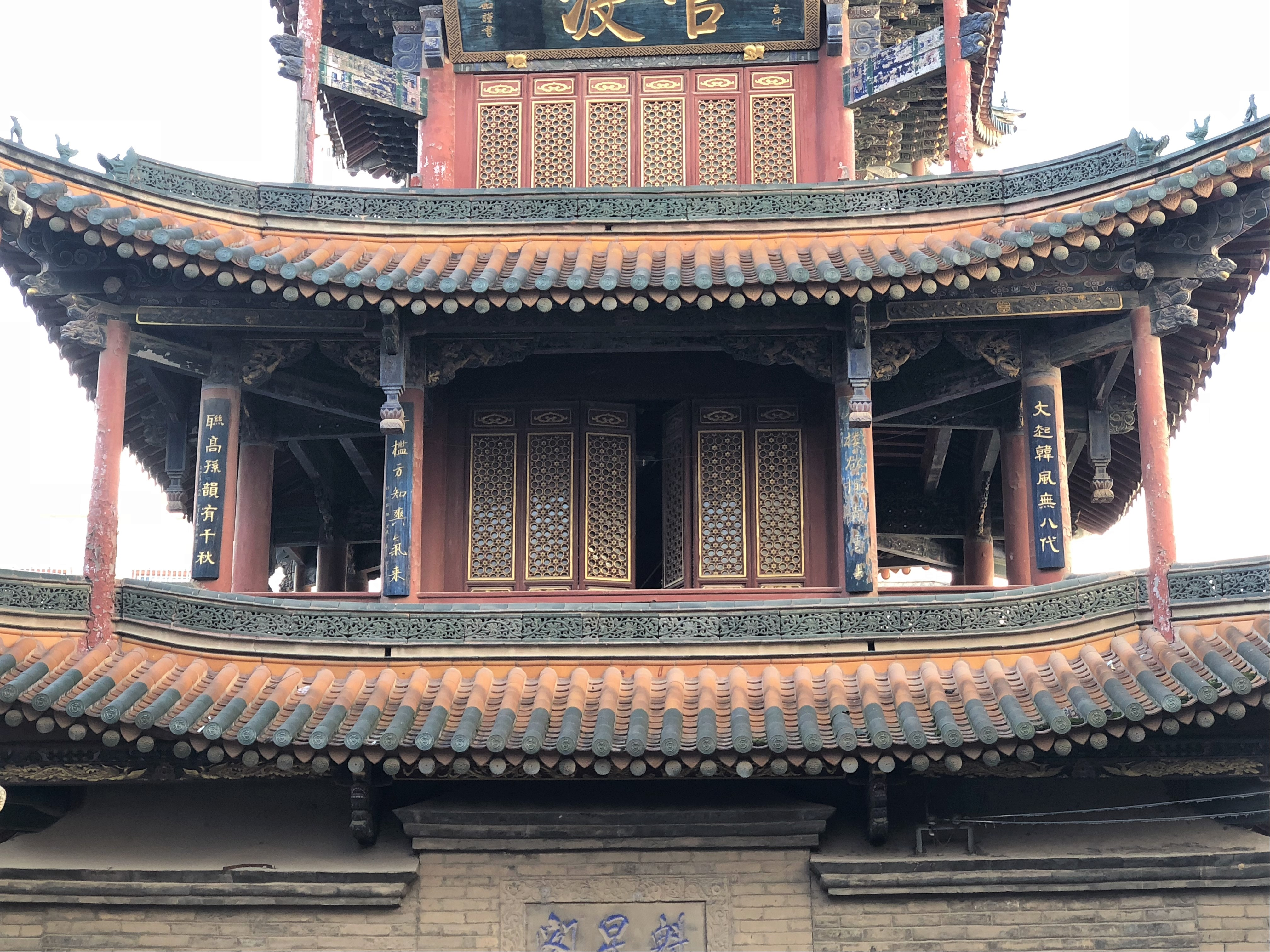
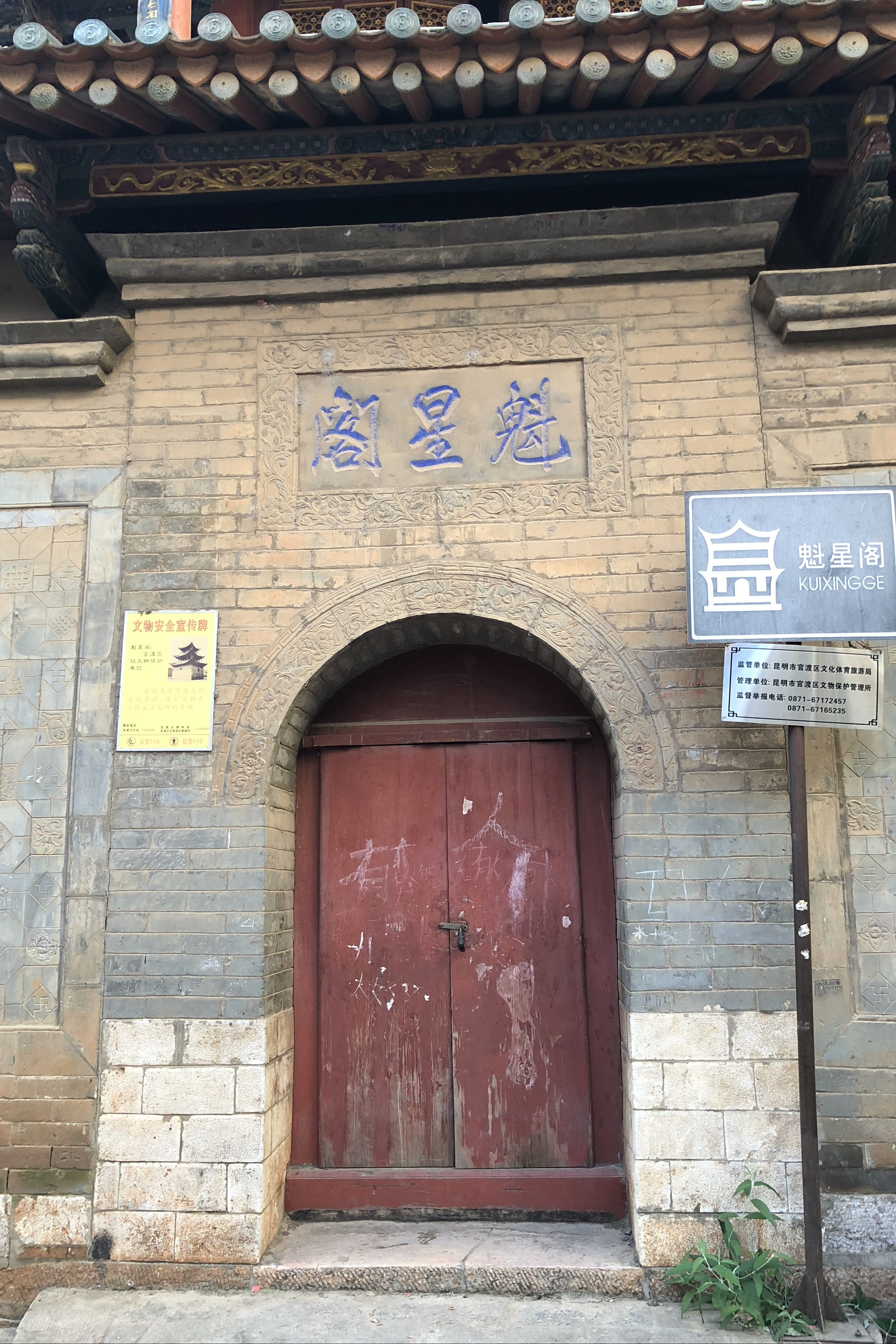
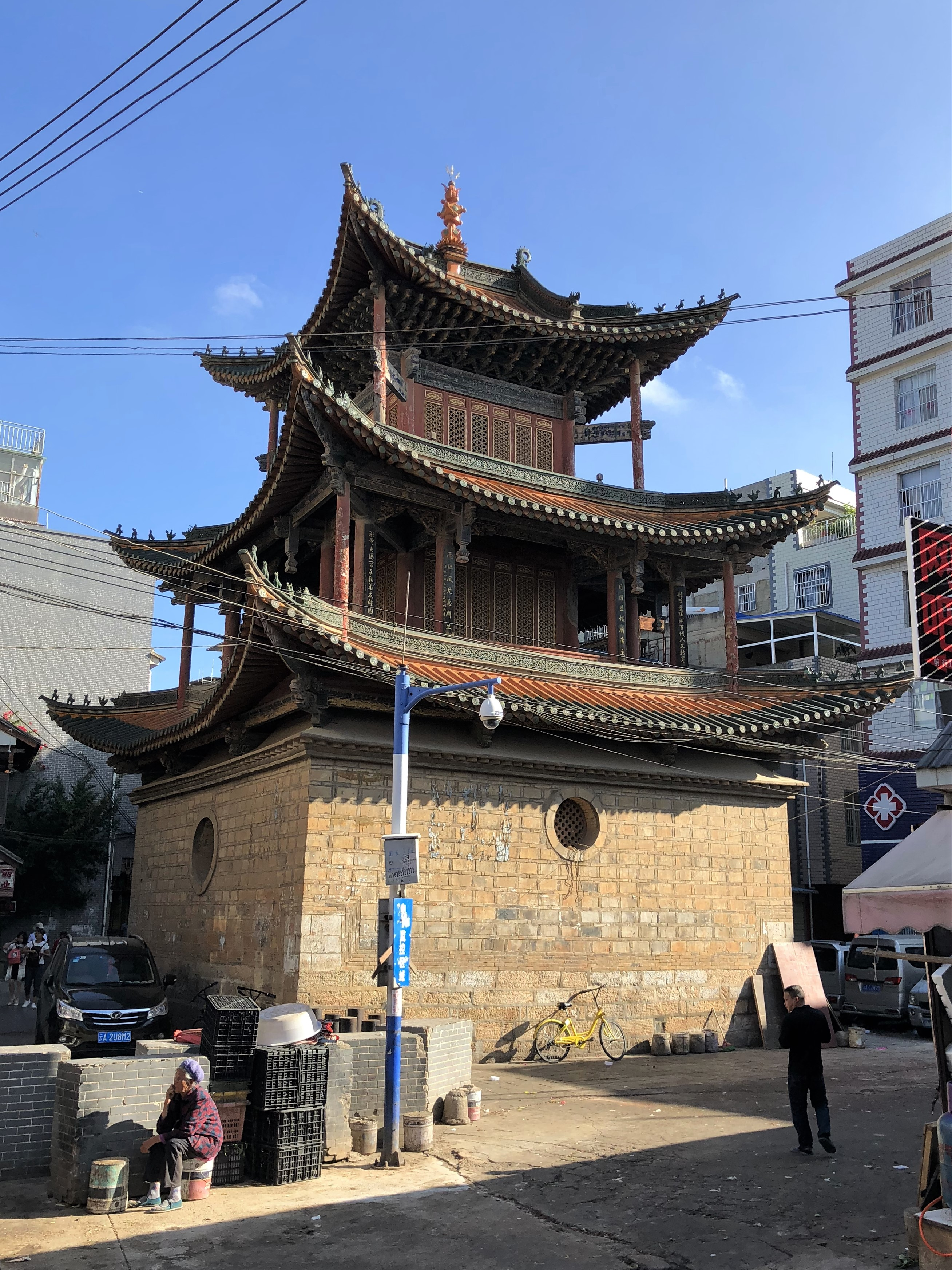